# Kozarewo
Kozarewo (bułg. Козарево) – wieś w południowo-wschodniej Bułgarii, w obwodzie Jamboł, w gminie Tundża. Według danych Narodowego Instytutu Statystycznego, 31 grudnia 2011 roku wieś liczyła 390 mieszkańców.